# Aïn Tarik
Aïn Tarik là một đô thị thuộc tỉnh Relizane, Algérie. Dân số thời điểm năm 2002 là 12.287 người.